# Liste der Pfarren im Dekanat Axams
Das Dekanat Axams ist ein Dekanat der römisch-katholischen Diözese Innsbruck.

## Pfarren mit Kirchengebäuden
| Pfarre      | Seelsorgeraum            | Patrozinium                    | Kirchengebäude                                    | Bild |
| ----------- | ------------------------ | ------------------------------ | ------------------------------------------------- | ---- |
| Axams       | Westliches Mittelgebirge | Hl. Johannes der Täufer        | Pfarrkirche Axams                                 |      |
| Birgitz     | Westliches Mittelgebirge | Mariä Heimsuchung              | Pfarrkirche Birgitz                               |      |
| Götzens     | Westliches Mittelgebirge | Hl. Petrus und Paulus          | Pfarrkirche Götzens                               |      |
| Grinzens    | Westliches Mittelgebirge | Hl. Antonius von Padua         | Pfarrkirche Grinzens                              |      |
| Kematen     |                          | Hl. Viktor und Maria Magdalena | Pfarrkirche Kematen                               |      |
| Oberperfuss |                          | Hl. Margareta                  | Pfarrkirche Oberperfuss Poltenkapelle Oberperfuss |      |
| Ranggen     |                          | Hl. Magnus                     | Pfarrkirche Ranggen                               |      |

## Dekanat Axams
Das Dekanat umfasst sieben Pfarren.
Mit 2015 wurde die Pfarre Sellrain dem Dekanat Wilten-Land zugeordnet, damit alle Pfarren des Seelsorgeraumes Sellraintal im gleichen Dekanat liegen.

## Dekane
- bis 2018 Ernst Jäger, Pfarrer von Axams, Birgitz, Götzens und Grinzens[2]
- seit 2018 Dariusz Hrynyszyn, Pfarrer in Oberperfuss und Kematen[3][4]